# 捨てうり勘兵衛
『捨てうり勘兵衛』（すてうりかんべえ）は、1958年に公開されたマキノ雅弘監督の日本映画。
村上浪六の同名小説が原作。

## スタッフ
以下のスタッフ名はKINENOTEに従った。
- 監督 : マキノ雅弘
- 脚本 : 大和久守正
- 原作 : 村上浪六 小説『すてうり勘兵衛』
- 企画 : 中村有隣
- 撮影 : 藤井春美
- 音楽 : 鈴木静一
- 美術 : 塚本隆治
- 照明 : 中山治雄
- 録音 : 藤本尚武
- 編集 : 宮本信太郎

## キャスト
- 大友柳太朗 - 田嶋勘兵衛[2]
- 大川恵子 - 中村鶴吉/志乃[1]
- 里見浩太郎 - 松太郎[1]
- 花園ひろみ - 小袖[1]
- 進藤英太郎 - 鬼熊[1]
- 堀雄二 - 青山伊織[1]
- 加賀邦男 - 宮永紋十郎[1]
- 堺駿二 - 幸助[1]
- 山形勲 - 川口周藏[2]
- 吉田義夫 - 伝吉[2]
- 小柴幹治 - 津軽吉親[2]
- 沢田清 - 清兵衛[2]
- 楠本健二 - 竜次[2]
- 星十郎 - 屑長[2]
- 赤木春惠 - 屋台の女將[2]
- 冨久井一朗 - 茂公[2]
- 岸田一夫 - 鬼熊の乾分[1]
- 浅野光男 - 吉田平三郎[2]
- 若井緑郎 - 藤井修之進[2]
- 時田一男 - 辰三[1]
- 五條惠子 - 女中[2]
- 岡嶋艶子 - お粂[2]
- 泉春子 - お松[1]
- 太田優子 - お竹[1]
- 本郷志津子 - お梅[2]
- 堀広太郎 - 医者[1]
- 国一太郎 - 松藏[2]
- 吉井鏡子 - 百姓女[1]

## 同時上映
- 『夜霧の南京街』